# Achim Warmbold
Joachim "Achim" Warmbold (17 juli 1941) is een Duits voormalig rallyrijder.

## Carrière
Achim Warmbold profileerde zich in de jaren zestig in de rallysport. Zijn eerste grote succes kwam met het winnen van het West-Duits rallykampioenschap in 1971 met een BMW 2002. In het Wereldkampioenschap rally won hij de rally van Polen in 1973 met een fabrieksingeschreven Fiat Abarth 124 Rallye. Veel glorie ontbrak er echter aan deze overwinning, aangezien er slechts drie auto's aan de finish kwamen, en hij van een voorsprong genoot van bijna drie uur op de nummer twee in het eindklassement. Met BMW boekte hij vervolgens een meer eervolle tweede WK-rally overwinning in Oostenrijk, later dat jaar. In 1980 werd hij voor de tweede keer rallykampioen van West-Duitsland, dit keer achter het stuur van een Toyota Celica 2000GT.
Warmbold bleef actief als rallyrijder toen hij in 1982 het Mazda Rally Team Europe (MRT/E) oprichtte. Met de Groep B Mazda RX-7 eindigde hij nog als zesde tijdens de rally van Griekenland in 1985. Het jaar daarop stopte hij als actief rallyrijder, en vertolkte vervolgens de rol als teambaas van Mazda's rallyactiviteiten. Het team won uiteindelijk drie WK-rally's, met een voor Timo Salonen en twee voor Ingvar Carlsson tussen 1987 en 1989. Het team werd na matig succes opgeheven na afloop van het seizoen 1991.
Achims zoon, Antony Warmbold, debuteerde in 2000 in de rallysport, en was tussen 2003 en 2005 ook actief in het WK rally, onder meer als fabrieksrijder bij Ford.

## Complete resultaten in het Wereldkampioenschap rally

### Overwinningen
| Nr. | Seizoen | Rally                          | Navigator | Auto                   |
| --- | ------- | ------------------------------ | --------- | ---------------------- |
| 1   | 1973    | 33 Rajd Polski                 | Jean Todt | Fiat Abarth 124 Rallye |
| 2   | 1973    | 44. Österreichische Alpenfahrt | Jean Todt | BMW 2002 TII           |

### Overzicht van deelnames
| Seizoen | Inschrijving            | Auto                   | 1      | 2   | 3      | 4      | 5      | 6      | 7     | 8     | 9     | 10     | 11  | 12     | 13  | 14     | Pos. | Punten |
| ------- | ----------------------- | ---------------------- | ------ | --- | ------ | ------ | ------ | ------ | ----- | ----- | ----- | ------ | --- | ------ | --- | ------ | ---- | ------ |
| 1973    | BMW Motorsport GmbH.    | BMW 2002               | MON    | ZWE | POR NF | KEN    | MAR    | GRI NF |       |       |       | ITA NF | VST | GBR 15 | FRA |        | -    | -      |
| 1973    | BMW Motorsport GmbH.    | BMW 2002 TII           |        |     |        |        |        |        |       |       | OOS 1 |        |     |        |     |        | -    | -      |
| 1973    | Fiat S.p.A.             | Fiat Abarth 124 Rallye |        |     |        |        |        |        | POL 1 | FIN 8 |       |        |     |        |     |        | -    | -      |
| 1974    | Opel Euro Händler Team  | Opel Ascona            | POR NF | KEN |        |        |        |        |       |       |       |        |     |        |     |        | -    | -      |
| 1974    | BMW Motorsport GmbH.    | BMW 2002               |        |     | FIN 13 | ITA    | CAN    | VST    | GBR   | FRA   |       |        |     |        |     |        | -    | -      |
| 1975    | Alpine Renault Elf      | Alpine-Renault A310    | MON NF | ZWE | KEN    |        |        |        |       |       |       |        |     |        |     |        | -    | -      |
| 1975    | Joachim Warmbold        | Toyota Corolla         |        |     |        | GRI NF | MAR    |        |       |       |       |        |     |        |     |        | -    | -      |
| 1975    | Joachim Warmbold        | BMW 2002               |        |     |        |        |        | POR NF | FIN   | ITA   | FRA   | GBR    |     |        |     |        | -    | -      |
| 1978    | Joachim Warmbold        | Opel Kadett GT/E       | MON NF | ZWE | POR 5  | KEN    | GRI 5  | FIN    | CAN   | ITA   | IVK   | FRA    | GBR |        |     |        | -    | -      |
| 1979    | Citroën Competitions    | Citroën CX 2500 Diesel | MON NF | ZWE | POR    | KEN    |        |        |       |       |       |        |     |        |     |        | -    | 0      |
| 1979    | Joachim Warmbold        | Porsche Carrera RS     |        |     |        |        | GRI NF | NZL    | FIN   | CAN   | ITA   | FRA    | GBR | IVK    |     |        | -    | 0      |
| 1980    | Team Fischer HiFi       | Toyota Celica 2000GT   | MON NF | ZWE | POR    | KEN    | GRI    | ARG    | FIN   | NZL   | ITA   | FRA    | GBR | IVK    |     |        | -    | 0      |
| 1981    | Joachim Warmbold        | Toyota Celica 2000GT   | MON    | ZWE | POR NF | KEN    | FRA    | GRI    | ARG   | BRA   | FIN   | ITA    | IVK | GBR    |     |        | -    | 0      |
| 1982    | Mazda Rally Team Europe | Mazda 323              | MON 54 | ZWE | POR    | KEN    | FRA    | GRI    | NZL   | BRA   | FIN   | ITA    | IVK | GBR    |     |        | -    | 0      |
| 1983    | Mazda Rally Team Europe | Mazda 323              | MON 20 | ZWE | POR    | KEN    | FRA    |        |       |       |       |        |     |        |     |        | -    | 0      |
| 1983    | Mazda Rally Team Europe | Mazda RX-7             |        |     |        |        |        | GRI 15 | NZL   | ARG   | FIN   | ITA    | IVK | GBR    |     |        | -    | 0      |
| 1984    | Mazda Rally Team Europe | Mazda 323 Turbo        | MON 11 | ZWE | POR    | KEN    | FRA    |        |       |       |       |        |     |        |     |        | 53   | 2      |
| 1984    | Mazda Rally Team Europe | Mazda RX-7             |        |     |        |        |        | GRI 9  | NZL   | ARG   | FIN   | ITA    | IVK | GBR    |     |        | 53   | 2      |
| 1985    | Mazda Rally Team Europe | Mazda RX-7             | MON    | ZWE | POR    | KEN    | FRA    | GRI 6  | NZL   | ARG   | FIN   | ITA    | IVK | GBR    |     |        | 34   | 6      |
| 1986    | Mazda Rally Team Europe | Mazda Familia 4WD      | MON NF | ZWE | POR    | KEN    | FRA    | GRI    | NZL   | ARG   | FIN   | IVK    | ITA | GBR    | VST |        | -    | -      |
| 2000    | Joachim Warmbold        | Toyota Corolla WRC     | MON    | ZWE | KEN    | POR    | SPA    | ARG    | GRI   | NZL   | FIN   | CYP    | FRA | ITA    | AUS | GBR NF | -    | 0      |